# دينا كارول
دينا كارول (بالإنجليزية: Dina Carroll)‏ هي مغنية بريطانية، ولدت في 21 أغسطس 1968 في نيوماركت ‏ في المملكة المتحدة.

## وصلات خارجية
- دينا كارول على موقع IMDb (الإنجليزية)
- دينا كارول على موقع ميوزك برينز (الإنجليزية)
- دينا كارول على موقع أول ميوزيك (الإنجليزية)
- دينا كارول على موقع ديسكوغز (الإنجليزية)